# Barockorchester der Europäischen Union
Das Barockorchester der Europäischen Union (offiziell European Union Baroque Orchestra, EUBO) ist eine Initiative der Europäischen Union, die jungen Musikern aus Europa ermöglicht, für ein halbes Jahr unter professioneller Anleitung in einem Barockorchester mitzuspielen, um ihnen damit den Eintritt in das Berufsleben zu erleichtern.

## Geschichte
Das EUBO wurde 1985, im Rahmen des europäischen Jahres der Musik, zur Feier des 300. Geburtstages der Komponisten Johann Sebastian Bach, Domenico Scarlatti und Georg Friedrich Händel, gegründet.
Die inzwischen etwa 600 EUBO-Musiker gaben rund 600 Konzerte in 51 Ländern. Das Barockorchester der Europäischen Union trat unter anderem im Amsterdam Concertgebouw, in der Opéra-Comique in Paris, sowie bei verschiedenen Festivals auf, wie der Bachwoche Ansbach, dem Musikalischen Herbst in Darmstadt oder den renommierten Festivals für „Alte Musik“ in Utrecht, York oder Ambronay. Außerhalb von Europa hat EUBO bereits in Japan, den Vereinigten Staaten sowie in Ramallah und dem Gaza-Streifen, Botswana und Soweto gespielt.
Der Erfolg von EUBO ist daran abzulesen, dass inzwischen in vielen bekannten Ensembles ehemalige EUBO-Mitglieder mitspielen. Als Beispiele sind zu nennen das Amsterdam Baroque Orchestra, Les Musiciens du Louvre, The English Concert, Europa Galante, The Academy of Ancient Music, La Petite Bande, The King’s Consort, Concerto Copenhagen, Les Arts Florissants oder Chursächsische Capelle Leipzig.

## Struktur
Das Barockorchester der Europäischen Union ist eine ursprünglich in Großbritannien angemeldete gemeinnützige Bildungseinrichtung und hatte seinen Sitz in Wootton, einem Ort bei Woodstock. Infolge des Brexit hat das Orchester nach dem Ende des laufenden Konzertzyklus im März 2017 seinen Sitz von Wootton zum Augustinus Muziekcentrum (AMUZ) in Antwerpen verlegt.
Die Mitglieder des Orchesters werden jährlich neu ausgewählt. Die Probespiele finden in der Woche nach Ostern statt und dauern drei Tage. In der Regel werden etwa 100 Studenten aus ganz Europa eingeladen, von denen ca. 20 in dem Orchester einen Platz bekommen. Das Durchschnittsalter der Musiker beträgt etwa 24 Jahre. Von Juli bis Dezember ist das Orchester vier bis fünf Mal auf Tour und wird dabei von bekannten und renommierten Barock-Spezialisten geleitet, wie beispielsweise Lars Ulrik Mortensen, Enrico Onofri, Roy Goodman, Petra Müllejans, Chiara Banchini, Christophe Coin, Margaret Faultless, Edward Higginbottom, Rachel Podger, Andrew Manze, Ton Koopman, Jaap ter Linden, Reinhard Goebel, Alfredo Bernardini, Paul Goodwin, Monica Huggett, Marc Minkowski oder Christina Pluhar.
EUBO wird zum großen Teil von der Europäischen Kommission finanziert, es ist offizieller Kultur-Botschafter der EU. Das Orchester verfügt auch über private Sponsoren und Spender. Von 2008 bis 2017 war EUBO orchestre en résidence in Echternach im dortigen Kulturzentrum Trifolion. Ab der Saison 2018 wird das EUBO Orchester seine Herbsttournee im Kulturzentrum AMUZ in Antwerpen vorbereiten.